# Émile Friant
Émile Friant (født 16. april 1863 i Dieuze, død 6. september 1932 i Paris) var en fransk maler. 
Mange af Friants malerier blev udstillet på Salonen i Paris. Han var professor i kunst ved École des Beaux-Arts og var medlem af Institut de France. I 1931 modtog han den franske Æreslegion. 
Friant døde pludseligt i Paris i 1932. 

## Malerier
- Selvportræt (1893)
- Selvportræt
- Selvportræt (1885)
- Selvportræt (1887)

- La Toussaint, (1888)
- La Discussion politique (1889)
- L'Expiation (1908)
- Madame Coquelin Mere